# فدراسیون جهانی برج‌های بلند

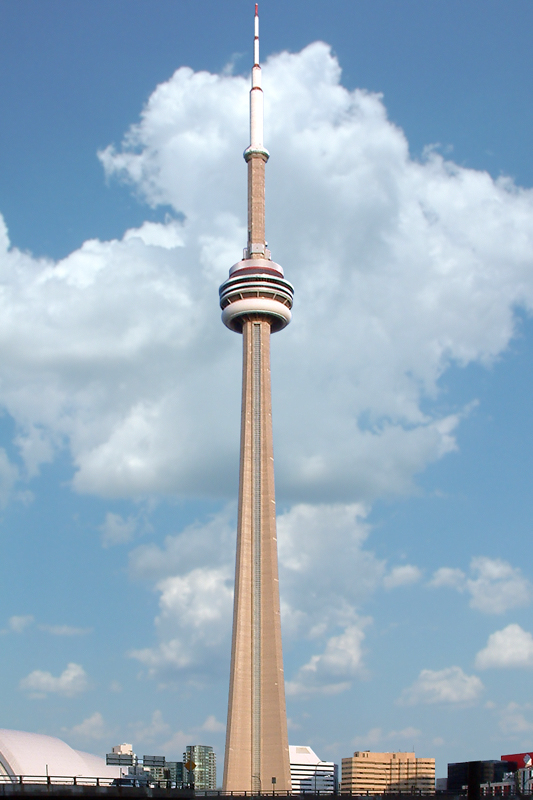
تصویری از برج سی‌ان، بلندترین برج عضو فدراسیون برج‌های بلند

فدراسیون جهانی برج‌های بلند (WFGT) یک انجمن برجهای بلند و آسمان‌خراشها در پهنه جهان است.این فدراسیون در سال ۱۹۸۹ میلادی، ایجاد شد.اگرچه عضویت در این انجمن برای هر واحد ساختمانی که با معیارهای این انجمن هم‌خوانی دارد آزاد است، اما برجهای دارای عرشه دید و بلندی مثل تایپه ۱۰۱، مرکز جهانی مالی شانگهای و برج سیرز عضو این انجمن نیستند.
تعداد اعضای این فدراسیون تا ۲۰۰۹ میلادی به ۲۷ برج جهان می‌باشد.

## برجهای عضو
در این فهرست،۲۷ برجی که عضو فدراسیون جهانی برج‌های بلند هستند، مشاهده می‌کنید.فهرست از بلندترین (بالا) تا کوتاهترین (پایین) برج تنظیم شده است.
| رتبه | نام برج                      | شهر         | کشور         | سال           | بلندا     |
| ---- | ---------------------------- | ----------- | ------------ | ------------- | --------- |
| ۱    | برج سی‌ان                     | تورنتو      | کانادا       | ۱۹۷۶ (میلادی) | ۵۵۳ متر   |
| ۲    | برج استانکینو                | مسکو        | روسیه        | ۱۹۶۷ (میلادی) | ۵۴۰ متر   |
| ۳    | برج ارینتال پیرل             | شانگهای     | چین          | ۱۹۹۵ (میلادی) | ۴۶۸ متر   |
| ۴    | مرکز جان هنکاک               | شیکاگو      | ایالات متحده | ۱۹۶۹ (میلادی) | ۴۵۷ متر   |
| ۵    | ساختمان امپایر استیت         | نیویورک     | ایالات متحده | ۱۹۳۱ (میلادی) | ۴۴۳ متر   |
| ۶    | برج کوالالامپور              | کوالالامپور | مالزی        | ۱۹۹۵ (میلادی) | ۴۲۱ متر   |
| ۷    | برج تلوزیونی مرکزی           | پکن         | چین          | ۱۹۹۲ (میلادی) | ۴۰۵ متر   |
| ۸    | برج تاشکند                   | تاشکند      | ازبکستان     | ۱۹۸۵ (میلادی) | ۳۷۵ متر   |
| ۹    | فرنسهتورم                    | برلین       | آلمان        | ۱۹۶۹ (میلادی) | ۳۶۸ متر   |
| ۱۰   | برج رادیو و تلوزیونی تیانجین | تیانجین     | چین          | ۲۰۰۴          | ۳۶۸ متر   |
| ۱۱   | برج ماکائو                   | ماکائو      | چین          | ۲۰۰۱          | ۳۳۸ متر   |
| ۱۲   | برج توکیو                    | توکیو       | ژاپن         | ۱۹۵۸ (میلادی) | ۳۳۳ متر   |
| ۱۳   | برج اسکای                    | آوکلند      | نیوزیلند     | ۱۹۹۷          | ۳۲۸ متر   |
| ۱۴   | برج ایفل                     | پاریس       | فرانسه       | ۱۸۸۹ (میلادی) | ۳۲۴ متر   |
| ۱۵   | برج Q۱ گلدکست                | گلد کست     | استرالیا     | ۲۰۰۵          | ۳۲۲٫۵ متر |
| ۱۶   | برج سیدنی                    | سیدنی       | استرالیا     | ۱۹۸۱ (میلادی) | ۳۰۴ متر   |
| ۱۷   | برج کولسرولا                 | بارسلون     | اسپانیا      | ۱۹۹۲ (میلادی) | ۲۸۸ متر   |
| ۱۸   | برجهای ریلتو                 | ملبورن      | استرالیا     | ۱۹۸۶ (میلادی) | ۲۷۰ متر   |
| ۱۹   | دونائوتورم                   | وین         | اتریش        | ۱۹۶۴ (میلادی) | ۲۵۲ متر   |
| ۲۰   | برج سئول                     | سئول        | کره جنوبی    | ۱۹۷۵ (میلادی) | ۲۳۹٫۷ متر |
| ۲۱   | برج تلویزیونی پراگ           | پراگ        | جمهوری چک    | ۱۹۹۲ (میلادی) | ۲۱۶ متر   |
| ۲۲   | برج کالگری                   | کالگری      | کانادا       | ۱۹۶۸ (میلادی) | ۱۹۱ متر   |
| ۲۳   | یورومست                      | روتردام     | هلند         | ۱۹۶۰ (میلادی) | ۱۸۵ متر   |
| ۲۴   | توره لاتینوآمریکانا          | مکزیکو سیتی | مکزیک        | ۱۹۵۶ (میلادی) | ۱۸۲ متر   |
| ۲۵   | تائور دِ مونترآل              | مونترآل     | کانادا       | ۱۹۷۶ (میلادی) | ۱۷۵ متر   |
| ۲۶   | برج بلکپول                   | بلکپول      | بریتانیا     | ۱۸۹۴ (میلادی) | ۱۵۸ متر   |
| ۲۷   | نُوی مُست                      | براتیسلاوا  | اسلواکی      | ۱۹۷۲ (میلادی) | ۹۵ متر    |